# Nguyễn Đức Soát
Nguyễn Đức Soát (sinh ngày 24 tháng 6 năm 1946 tại xã Nam Phong, huyện Phú Xuyên, Hà Nội) là Trung tướng – Phó Tổng Tham mưu trưởng Quân đội nhân dân Việt Nam; nguyên Tư lệnh Quân chủng Không quân (1997–1999); Tư lệnh Quân chủng Phòng không Không quân (1999–2002). Ông từng là một phi công MiG-21 xuất sắc và được coi là một trong các át chủ bài của Không quân Nhân dân Việt Nam trong chiến tranh Việt Nam.

## Chiến công
Theo báo cáo của phía Quân đội nhân dân Việt Nam thì số máy bay của Không quân Hoa Kỳ bị phi công Nguyễn Đức Soát hạ trên chiếc MiG-21PFM Fishbed số hiệu 5020 là 6 (phía Hoa Kỳ xác nhận:3 chiếc F-4E, 1 chiếc F-4J, 1 chiếc A-7B).
Trong chiến đấu, phi công Nguyễn Đức Soát là sĩ quan không quân thuộc Trung đoàn Không Quân tiêm kích 927, là học trò của 2 phi công: Phạm Thanh Ngân (hạ 8 chiếc) và Nguyễn Văn Cốc (hạ 9 chiếc: 2 F-4D, 1 F-4B, 2 F-105F, 1 F-105D và 1 F-102A).
Ngày 23 tháng 5 năm 1972, ông lập chiến công lần đầu tiên khi bắn hạ chiếc A-7B Corsair II của Hải quân Hoa Kỳ bằng pháo 30mm, phi công Charles Barnett bị chết. Ngày 24 tháng 6 năm 1972, 2 chiếc MiG-21 của Nguyễn Đức Nhu và Hạ Vĩnh Thành cất cánh ở sân bay Nội Bài vào lúc 15 giờ 12 phút để đánh chặn một tốp F-4 lên không kích nhà máy gang thép Thái Nguyên. Đội hình hộ tống Mỹ nhanh chóng phản ứng và nghênh chiến. Nhưng hai chiếc MiG đó chỉ là mồi nhử, bất ngờ hai chiếc MiG-21PFM của Trung đoàn 927 xuất hiện: Nguyễn Đức Soát (biên đội trưởng hai chiếc) và Ngô Duy Thư (hộ vệ), lao tới tấn công đội hình F-4 hộ tống. Bằng quả tên lửa không đối không có đầu dẫn nhiệt R-3S Atoll, ông hạ chiếc F-4E của David Grant và William Beekman, Ngô Duy Thư cũng hạ một chiếc F-4 khác.
Ba ngày sau (ngày 27 tháng 6 năm 1972), ông cất cánh từ sân bay Nội Bài vào 11 giờ 53 phút để đánh chặn một tốp 4 chiếc F-4, biết rằng còn có 8 chiếc F-4 khác đang bay tới, nhưng họ không thể bị mắc kẹt lại ở giữa hai tốp đó. Cả hai phi công ngoặt lại, vọt lên độ cao 5000 mét và chờ đợi. Sau đó, họ phát hiện được cặp F-4 đi sau cùng. Cả Nguyễn Đức Soát và Ngô Duy Thư đều mỗi người hạ một chiếc bằng tên lửa R-3. Hai phi công Mỹ tên Miller và McDow bị bắt làm tù binh.
Ngày 26 tháng 8 năm 1972, Nguyễn Đức Soát tiếp tục lập chiến công khi bắn hạ một chiếc F-4J duy nhất của Lực lượng Thủy quân lục chiến Hoa Kỳ trong Chiến tranh Việt Nam. Sĩ quan chống rađa của chiếc F-4J được cứu nhưng phi công Sam Cordova thì thiệt mạng. Nguyễn Đức Soát ghi chiến công cuối cùng của mình vào ngày 12 tháng 10 năm 1972, khi ông bắn hạ chiếc F-4E của Myron Young và Cecil Brunson (bị bắt làm tù binh).

## Công tác chỉ huy
Năm 1973, ông giữ chức đại đội trưởng lái máy bay Trung đoàn Không quân E-927 Bộ Tư lệnh Không quân, Quân chủng Phòng không Không quân.
Sau chiến tranh, ông lần lượt giữ các chức vụ:
- Tháng 9 năm 1975, trung đoàn phó Trung đoàn Không quân E-927, Sư đoàn F-371 Quân chủng Phòng không Không quân.
- Tháng 10 năm 1976, học tại Học viện Không quân Gagarin (Liên Xô).
- Tháng 6 năm 1980, trung đoàn trưởng Trung đoàn Không quân E-927, Sư đoàn F-371, Quân chủng Không quân.
- Tháng 8 năm 1982, học tại Học viện Bộ Tổng Tham mưu Voroshilov (Liên Xô).
- Tháng 9 năm 1984, phó sư đoàn trưởng Sư đoàn F-372 Quân chủng Không quân.
- Từ tháng 4 năm 1990, sư đoàn trưởng Sư đoàn F-372 Quân chủng Không quân.
- Tháng 2 năm 1993, bổ túc cán bộ cao cấp tại Học viện Chính trị Quân sự.
- Tháng 12 năm 1993, phó Tư lệnh Quân chủng Không quân; 12.1997, Tư lệnh Quân chủng Không quân.
- Tháng 7 năm 1999 đến tháng 3 năm 2002, Tư lệnh Quân chủng Phòng không – Không quân.
- Tháng 11 năm 2002, phó tổng tham mưu trưởng Quân đội nhân dân Việt Nam cho đến khi về hưu (1.1.2008).
- Ông được phong quân hàm Thiếu tướng năm 1994, Trung tướng năm 1999.

## Danh hiệu và huy chương
- Danh hiệu Anh hùng Lực lượng vũ trang Nhân dân năm 1973
- Huân chương Quân công hạng ba.
- 2 Huân chương Chiến công hạng hai.
- 5 Huân chương Chiến công hạng ba.
- Huân chương Kháng chiến chống Mỹ hạng ba.
- Huân chương Chiến sĩ vẻ vang hạng nhất, hạng nhì, hạng ba.
- Huy chương Quân kỳ quyết thắng.
- 6 Huy hiệu Bác Hồ.

## Lịch sử thụ phong quân hàm
| Quân hàm |          |          |           |        |             |             |  |  |  |  |  |  |  |
| Cấp bậc  | Thiếu tá | Trung tá | Thượng tá | Đại tá | Thiếu tướng | Trung tướng |  |  |  |  |  |  |  |
|          |          |          |           |        |             |             |  |  |  |  |  |  |  |